# Museum voor anticonceptie en abortus
Het Museum van anticonceptie en abortus is een museum in de Oostenrijkse hoofdstad Wenen. Het is het enige museum ter wereld gewijd aan anticonceptie, abortus en zwangerschapstesten. Het museum werd in 2003 opgericht door gynaecoloog Christian Fiala in 2007 verhuisde het naar zijn huidige locatie. In 2010 won het museum de Kenneth Hudson Award, een prijs voor het meest innovatieve museum van Europa.
2010 Museum voor anticonceptie en abortus  Oostenrijk · 
2011 Museum voor verbroken relaties  Kroatië · 
2012 Glasnevin Cemetery  Ierland ·
2013 Museum van Batalha  Portugal ·
2014 Jānis Lipke-museum  Letland ·
2015 Internationaal Rode Kruis en Rode Halvemaan Museum  Zwitserland ·
2016 Micropia  Nederland ·
2017 Boris Jeltsin-museum  Rusland · 
2018 Nationaal Museum van Estland  Estland · 
2019 Weltmuseum Wien  Oostenrijk · 
2020 Haus der Geschichte Österreich  Oostenrijk · 
2021 CosmoCaixa  Spanje · 
2022 Wayne Modest, Nanette Snoep, Laura van Broekhoven & Leontine Meijer-van Mensch · 
2023 23,5 Hrant Dink Site of Memory   Turkije